# Filippo Tesauro
Filippo Tesauro (1260 – 1320) è stato un pittore italiano attivo principalmente a Napoli. Fu allievo del pittore Tommaso de Stefani il maggiore. A Napoli dipinse la vita di San Niccolò Eremita nella Basilica di Santa Restituta. 